# Сен-Жермен-д’Экто
Сен-Жерме́н-д’Экто́ (фр. Saint-Germain-d’Ectot) — коммуна во Франции, находится в регионе Нижняя Нормандия. Департамент коммуны — Кальвадос. Входит в состав кантона Комон-л’Эванте. Округ коммуны — Байё.
Код INSEE коммуны — 14581.

## Население
Население коммуны на 2010 год составляло 337 человек.
| 1962 | 1968 | 1975 | 1982 | 1990 | 1999 | 2010 |
| ---- | ---- | ---- | ---- | ---- | ---- | ---- |
| 272  | 233  | 202  | 217  | 262  | 275  | 337  |

## Экономика
В 2010 году среди 210 человек трудоспособного возраста (15—64 лет) 163 были экономически активными, 47 — неактивными (показатель активности — 77,6 %, в 1999 году было 67,9 %). Из 163 активных жителей работали 146 человек (76 мужчин и 70 женщин), безработных было 17 (6 мужчин и 11 женщин). Среди 47 неактивных 22 человека были учениками или студентами, 7 — пенсионерами, 18 были неактивными по другим причинам.